# Kalundborg Kommune
Kalundborg Kommune ist eine dänische Kommune auf der Hauptinsel Seeland. Sie entstand am 1. Januar 2007 im Zuge der Kommunalreform durch Vereinigung der „alten“ Kalundborg Kommune mit den bisherigen Kommunen Bjergsted, Gørlev, Hvidebæk und Høng, alle im Vestsjællands Amt.
Die Kalundborg Kommune hat 48.103 Einwohner (Stand 1. Januar 2025) auf einer Fläche von 575,10 km². Sie ist Teil der Region Sjælland. Der Sitz der Verwaltung ist in Kalundborg.

## Entwicklung der Einwohnerzahl
Entwicklung der Einwohnerzahl der Kommune (1. Januar):
- 2007 - 49.000
- 2010 - 49.265
- 2025 - 48.103

## Kirchspielsgemeinden und Ortschaften in der Kommune
Auf dem Gemeindegebiet liegen die folgenden Kirchspielsgemeinden (dän.: Sogn) und Ortschaften mit über 200 Einwohnern (byer nach Definition der dänischen Statistikbehörde); Einwohnerzahl am 1. Januar 2025, bei einer eingetragenen Einwohnerzahl von Null hatte der Ort in der Vergangenheit mehr als 200 Einwohner:
| Nr.      | Kirchspiel                             | Einwohner              | Ortschaft                                                            | Einwohner                         |
| -------- | -------------------------------------- | ---------------------- | -------------------------------------------------------------------- | --------------------------------- |
| 33       | Alleshave Sogn (d) (g)                 | 1. Oktober 2019: 0.109 |                                                                      |                                   |
| 16       | Aunsø Sogn (f)                         | 1. Oktober 2018: 1.177 |                                                                      |                                   |
| 23       | Bakkendrup Sogn (j)                    | 1. Oktober 2024: 0.196 |                                                                      |                                   |
| 12       | Bjergsted Sogn (g)                     | 1. Oktober 2019: 0.342 |                                                                      |                                   |
| 04       | Bregninge Sogn (g)                     | 1. Oktober 2019: 1.311 |                                                                      |                                   |
| 04,12,33 | Bregninge-Bjergsted-Alleshave Sogn (g) | 1.745                  | Eskebjerg Kaldred                                                    | 243 407                           |
| 20       | Buerup Sogn                            | 484                    |                                                                      |                                   |
| 29       | Drøsselbjerg Sogn                      | 564                    |                                                                      |                                   |
| 28       | Finderup Sogn                          | 4.987                  | Høng                                                                 | 4.304                             |
| 05       | Føllenslev Sogn (i)                    | 1. Oktober 2020: 1.568 |                                                                      |                                   |
| 05, 6    | Føllenslev-Særslev Sogn (i)            | 2.775                  | Føllenslev Havnsø (Teil mehrerer Kommunen) Snertinge Nekselø         | 336 917 885 15                    |
| 30       | Gierslev Sogn                          | 852                    | Løve                                                                 | 296                               |
| 22, 23   | Gørlev Sogn (j)                        | 1. Oktober 2024: 2.979 |                                                                      |                                   |
| 22       | Gørlev-Bakkendrup Sogn (j)             | 2.999                  | Gørlev                                                               | 2.396                             |
| 24       | Hallenslev Sogn                        | 235                    |                                                                      |                                   |
| 19       | Jorløse Sogn                           | 286                    |                                                                      |                                   |
| 27       | Kirke Helsinge Sogn                    | 1.199                  | Kirke Helsinge                                                       | 515                               |
| 18       | Lille Fuglede Sogn                     | 707                    |                                                                      |                                   |
| 08       | Nyvangs Sogn (e)                       | 4.425                  |                                                                      |                                   |
| 03       | Raklev Sogn (e)                        | 5.955                  |                                                                      |                                   |
| 26       | Reerslev Sogn                          | 489                    |                                                                      |                                   |
| 34       | Reersø Sogn (d)                        | 591                    | Reersø                                                               | 504                               |
| 14       | Rørby Sogn (e)                         | 1.446                  | Rørby Ugerløse                                                       | 719 258                           |
| 02       | Røsnæs Sogn                            | 748                    | Ulstrup                                                              | 389                               |
| 01       | Sejerø Sogn                            | 301                    | Sejerby (i)                                                          | < 200                             |
| 31       | Solbjerg Sogn                          | 257                    |                                                                      |                                   |
| 21       | Store Fuglede Sogn                     | 421                    | Flinterup (b) (c) Store Fuglede (a) (c) Store Fuglede Stationsby (a) | < 200 1. Januar 2008: 0.238 < 200 |
| 17       | Svallerup Sogn (e)                     | 1.150                  | Bjerge Svallerup                                                     | 219 251                           |
| 25       | Sæby Sogn                              | 512                    | Sæby                                                                 | 337                               |
| 06       | Særslev Sogn (i)                       | 1. Oktober 2020: 1.299 |                                                                      |                                   |
| 09       | Tømmerup Sogn (e)                      | 1.344                  | Spangsbro                                                            | 749                               |
| 15       | Ubby Sogn                              | 1.959                  | Ubby                                                                 | 1.865                             |
| 11       | Viskinge Sogn (f)                      | 1. Oktober 2018: 1.768 |                                                                      |                                   |
| 11,16    | Viskinge-Avnsø Sogn (f)                | 2.919                  | Svebølle                                                             | 2.288                             |
| 07       | Vor Frue Sogn (e)                      | 6.006                  |                                                                      |                                   |
| 10       | Værslev Sogn                           | 417                    |                                                                      |                                   |
| 13       | Årby Sogn                              | 1.949                  | Årby                                                                 | 414                               |
| 32       | Ørslev Sogn                            | 309                    |                                                                      |                                   |
|          |                                        |                        | Kalundborg (e)                                                       | 16.659                            |

Soweit Sogne aufgeteilt oder zusammengelegt wurden, bezieht sich das nur auf die kirchlichen Belange. In ihrer Eigenschaft als Matrikelsogne, also als Grundbuchbezirke der Katasterbehörde Geodatastyrelsen, wirken sich seit Abschaffung der Hardenstruktur 1970 solche Änderungen nicht mehr aus.

## Partnerstädte
Die Kalundborg Kommune unterhält folgende Städtepartnerschaften:
- Volksrepublik China: Tianjin
- Finnland: Kimitoön
- Norwegen: Lillesand
- Polen: Ladek
- Polen: Mielno
- Schweden: Bjuv
- Schweden: Nynäshamn
- Schweden: Örkelljunga
- Schweden: Svalöv